# Karol Mikuli
Karol Mikuli, född 20 oktober 1819 i Czernowitz, död 21 maj 1897 i Lwów, var en polsk pianist och tonsättare.
Mikuli studerade från 1844 i Paris, främst under Frédéric Chopin, vars verk han senare utgav efter Chopins egenhändiga anmärkningar i Mikulis studieexemplar. År 1848 lämnade Mikuli Paris och företog under några år konsertresor och anställdes därefter som direktör för musikskolan i Lwów. Han utgav även en samling rumänsk-romska melodier och egna kompositioner för piano och sång. 